# Frode Jakobsen
Frode Jakobsen, född 21 december 1906 i Øster Jølby på Mors, död 15 juni 1997, var en dansk motståndsman och socialdemokratisk politiker. Han var folketingsledamot 1945-1973 och minister utan portfölj i Regeringen Vilhelm Buhl II, också kallad Befrielsesregeringen.
Frode Jakobsen var son till friskoleläraren Ole Jakobsen (1854–1941) och Ane Mette Lorentsen (1874–1963). Hemmet var grundtvigianskt och familjen levde under knappa villkor. Efter skolan arbetade Jakobsen från att han var tolv år som dräng i sex år. Trots detta började han studera Kierkegaards och Nietzsches verk på egen hand. Han tog studentexamen från Viborg katedralskole 1929 och studerade sedan tyska på Köpenhamns universitet. Han blev cand. mag. 1939. Efter Tysklands ockupation av Danmark 1940 var Jakobsen en av initiativtagarna till motståndsgruppen Ringen, som bildades 1941. Han företog också en rad föreläsningar och tal i hela Danmark för att mana till motstånd mot den danska regeringens eftergiftspolitik. 1943 var han en av initiativtagarna till upprättandet av Danmarks Frihedsråd, den danska motståndsrörelsens samordnande organ, och var en av dess ledargestalter. Han var bl.a. ledare för rådet kommando- och arresteringsutskott.
Efter krigsslutet blev han en av Ringens två ministrar i den danska samlingsregeringen maj-november 1945. Han var minister utan portfölj. Han blev därefter invald i Folketinget 7 november 1945 för Socialdemokratiet och innehade detta mandat oavbrutet till 1973. Han var bl.a. ledamot i finansutskottet (1947-1948), utrikesnämnden (1947-1973) och försvarsutskottet. Han satt även i författnings- och försvarskommissionerna under 1940-talet. Han gick ofta emot partilinjen i utrikes- och försvarspolitiska frågor, bl.a. som förespråkare för ett statligt hemvärn, ett starkt nationellt försvar och danskt medlemskap i Nato och Europeiska gemenskaperna (EG). Han var ordförande av Europabevægelsen (1951-1964), men blev sedan motståndare av danskt medlemskap i EG. Han innehade även uppdrag i flera internationella organ, däribland som ledamot i Europarådet (1949-1964), dansk delegat i FN:s generalförsamling (1956-1957, 1961-1965 och 1973, varav som delegationsordförande 1962-1965) och ledamot i Congress for Cultural Freedom (1960-1967). Han ingick även i ett internationellt team som hade till uppdrag att utreda amerikanska krigsförbrytelser i Nordvietnam 1972.